# 斯奈山半岛-纳帕河谷县
斯奈山半岛-纳帕河谷县，冰岛的一个旧县，位于西部区。主要城镇有斯奈山镇、斯蒂基斯霍尔米、歐拉夫斯維克和格伦达菲厄泽。斯奈山冰盖位于此县。
如同其名字所显示，早先是有两个单独的县：斯奈山半岛县和纳帕河谷县，两县在1871年合并。